# Resolución administrativa
La resolución administrativa consiste en una orden escrita dictada por el jefe de un servicio público que tiene carácter general, obligatorio y permanente, y se refiere al ámbito de competencia del servicio. Es el jefe de la dependencia a la que corresponda el trámite el que informará de los antecedentes y disposiciones legales o reglamentarias en las que funda su criterio (artículo 172 del Real Decreto 2568/1986, de 28 de noviembre, por el que se aprueba el Reglamento de Organización, Funcionamiento y Régimen Jurídico de las Entidades Locales).

## Eficacia
Las resoluciones se dictan para cumplir las funciones que la ley encomienda a cada servicio público.
```
alcanza a todo aquello que complemente, desarrolle o detalle a la ley en la esfera de competencia del servicio público 
```

En cuanto al territorio, las resoluciones pueden tener alcance nacional o local, tratándose de servicios descentralizados.
Las resoluciones tienen un enorme impacto en la actividad económica y social, pues tienen un grado de flexibilidad, oportunidad e información que la ley no puede tener, y en ese sentido la complementan.

## Procedimiento

### Chile
A continuación se expone el procedimiento usual para el dictamen de resolución administrativa en el Derecho chileno.
1. Las resoluciones se forman como una declaración de voluntad del jefe de servicio, con la participación de los órganos competentes y en ciertos casos de la ciudadanía. Deben numerarse y firmarse.
2. Toma de razón. Por regla general todas las resoluciones van a toma de razón, salvo las exentas (declaradas así por ley o por el contralor general de la República en ejercicio de su facultad legal). En los países en que no existe el trámite de toma de razón el control de legalidad se verifica a través del contencioso-administrativo.
3. Publicación o notificación, según el caso.